# Greatheart
Greatheart é um filme de drama mudo britânico de 1921, dirigido por George Ridgwell e estrelado por Cecil Humphreys, Madge Stuart e Ernest Benham. Foi baseado no filme homônimo de 1912, Greatheart, de Ethel M. Dell.

## Elenco
- Cecil Humphreys como Eustace Studley
- Madge Stuart como Diana Bathurst
- Ernest Benham como Sir Scott Studley
- Olive Sloane como Rose de Vigne
- William Farris como Guy Bathurst
- Norma Whalley como Isobel Evrard
- Winifred Evans como Lady Grace de Vigne
- Paulette del Baye como Sra. Bathurst
- Teddy Arundell como Coronel de Vigne